# Twine (software)
Twine é um aplicativo livre e open-source criado por Chris Klimas para escrever ficção interativa na forma de páginas da web.

## Software
O Twine é open-source e está disponível pra download gratuito para Mac OS X, Windows e Linux. É popular no desenvolvimento de narrativas e jogos de hipertexto.
O Twine enfatiza a estrutura visual do hipertexto e não requer conhecimento de nenhuma linguagem de programação como a maioria das ferramentas de desenvolvimento de jogos, embora a familiaridade com conceitos básicos de programação possa ajudar os usuários. No entanto, o Twine é considerado uma ferramenta que pode ser usada por qualquer pessoa interessada em ficção interativa e jogos experimentais.
Klimas e a equipe de desenvolvimento do Twine criaram uma segunda versão do Twine. Twine 2 é um aplicativo baseado em navegador, escrito em HTML5 e Javascript, que também pode ser baixado como aplicativo de desktop. O Twine também suporta CSS. Está atualmente na versão 2.3.13, de 16 de fevereiro de 2021.
O Twine tornou-se popular como ferramenta para criar cenas LGBT de video game em 2012-2013. Nos anos seguintes, Twine cresceu em popularidade, onde se tornou uma área de foco em estudos acadêmicos de mídia e de educação, sendo utilizado como prática pedagógica.

## Jogos
- Rat Chaos (2012)
- Queers in Love at the End of the World (2013)
- Depression Quest (2014)
- The Writer Will Do Something (2015)
- Arc Symphony (2017)
- Open Sorcery (2017)
- Crypt Shyfter (2017–presente)

O Twine também foi usado pelo escritor Charlie Brooker no desenvolvimento do filme interativo Black Mirror: Bandersnatch, da Netflix.

## Ligações Externas
- «Sítio oficial»

- Ellison, Cara (10 de abril de 2013). «Anna Anthropy and the Twine revolution». The Guardian
- Hudson, Laura (19 de novembro de 2014). «Twine, the Video-Game Technology for All». The New York Times Magazine